# Anglards-de-Saint-Flour
Anglards-de-Saint-Flour (okzitanisch Anglars de Sant Flor) ist ein zentralfranzösischer Ort und eine Gemeinde mit 403 Einwohnern (Stand 1. Januar 2022) im Département Cantal in der Region Auvergne-Rhône-Alpes (vor 2016 Auvergne). Die Gemeinde gehört zum Arrondissement Saint-Flour und zum Kanton Neuvéglise-sur-Truyère. Die Einwohner werden Anglardois genannt.

## Lage
Anglards-de-Saint-Flour liegt etwa acht Kilometer südsüdöstlich von Saint-Flour. Umgeben wird Anglards-de-Saint-Flour von den Nachbargemeinden Saint-Georges im Westen und Norden, Ruynes-en-Margeride im Osten, Val-d’Arcomie im Süden sowie Alleuze im Südwesten.

## Bevölkerungsentwicklung
| Jahr                       | 1962 | 1966 | 1975 | 1982 | 1990 | 1999 | 2006 | 2011 | 2019 |
| Einwohner                  | 266  | 227  | 217  | 225  | 276  | 283  | 321  | 343  | 350  |
| Quellen: Cassini und INSEE |      |      |      |      |      |      |      |      |      |

## Sehenswürdigkeiten
- Kirche Saint-Pierre
- Brücke über die Truyère

|  |  |